# 東天紅 (企業)
株式会社東天紅（とうてんこう、英: Totenko Co., Ltd.）は、上野池之端に本社を置き、中華料理レストラン「東天紅」をチェーン展開する会社である。関連会社の株式会社海燕亭とともに、小泉グループの一員である。
韓国ソウルに同名の中華料理レストランがあるが、無関係である。

## 沿革

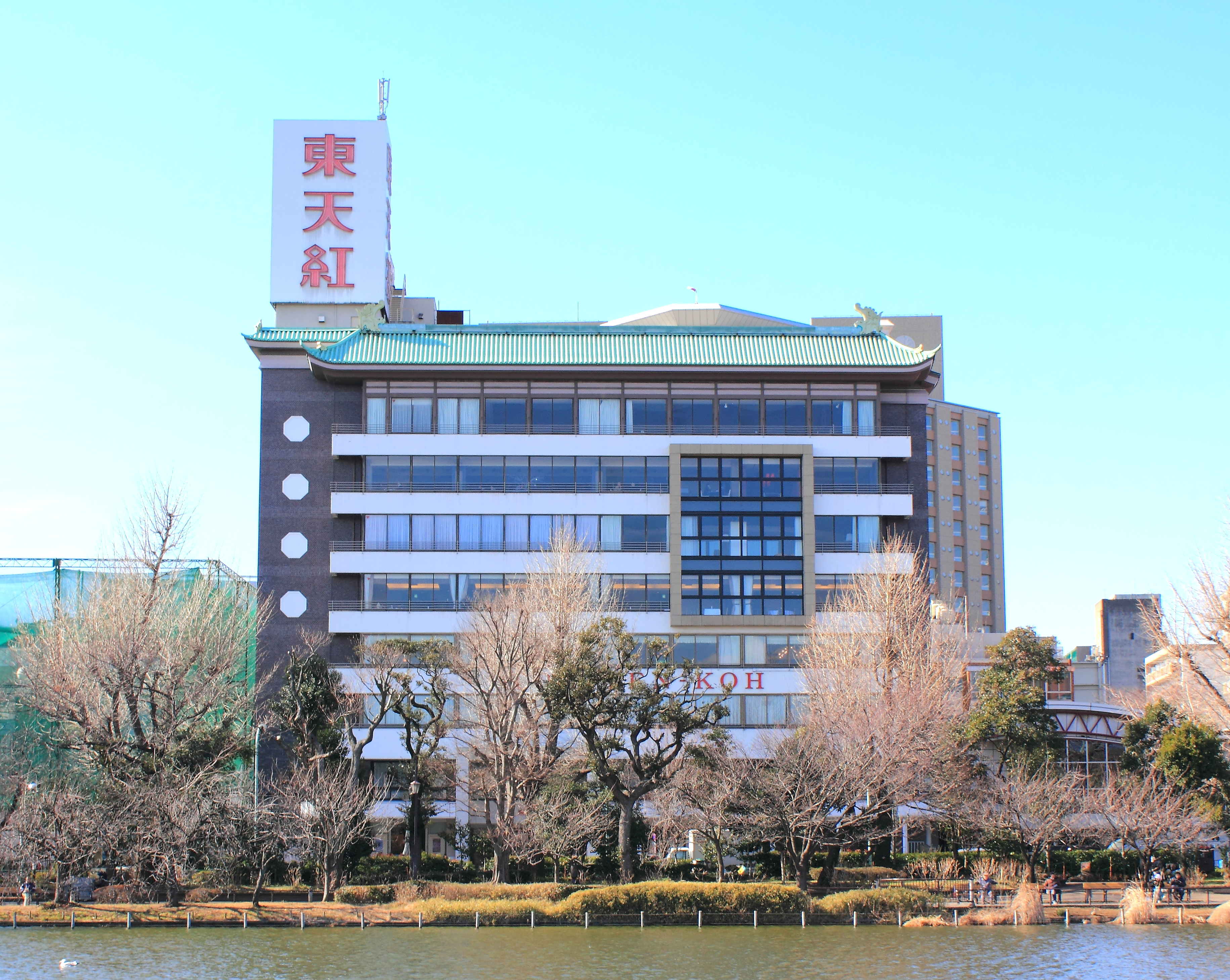
現在の上野本店の北隣にあった、旧本店

- 1948年（昭和23年）9月7日 - 後に現法人となる会社を設立する。
- 1957年（昭和32年）3月26日 - 前身の上野温泉観光株式会社を設立する。
- 1961年（昭和36年）
  - 5月 - 上野温泉観光が（旧）株式会社東天紅に商号を変更。本店を台東区池之端に置く。
  - 12月 - 赤札堂の創業者・小泉一兵衛が、上野で中国料理店を開業する。
- 1970年（昭和45年）5月 - 大阪[2]へ出店する。
- 1977年（昭和52年）10月12日 - 休眠会社の東天紅インターナショナル株式会社の商号を変更し、（新）株式会社東天紅とする。本店を文京区湯島に置く。
- 1978年（昭和53年）
  - 3月1日 - 株式の額面変更を目的として、（新）株式会社東天紅が（旧）株式会社東天紅を吸収合併し、合併後の本店を旧法人本店所在地へ移転する。
  - 10月 - 東京証券取引所二部に上場する。
- 1984年（昭和59年）8月 - 東証一部に指定変更し、大阪証券取引所一部に上場する。
- 1991年（平成3年）10月 - 子会社として株式会社海燕亭を設立する。
- 2003年（平成15年）- 大阪証券取引所の上場を廃止する。
- 2015年（平成27年）- 本店南側に隣接した池之端KGゴルフガーデンを廃業。跡地で上野本店を新規開店[3]する。
- 2016年（平成28年）6月 - 名古屋駅前に「KITTE名古屋店」を開店する。
- 2017年（平成29年）8月 - 恵比寿ガーデンプレイスタワー39階に「LUCIS　GARDEN（ルーキスガーデン）恵比寿」を開店する。

## 展開店舗
2021年現在、秋田県から兵庫県で17店を営業する。
- 東天紅 - 中国料理
- LUCIS GARDEN - 中国料理
- Cafe53 - カフェバー

### 過去に存在した店舗
- 東天紅
  - 大阪京橋・京阪モール店 - 大阪市都島区、2010年1月31日閉店。
  - ホテルグランヴィア広島店 - 広島市南区、2010年3月31日閉店。
- T’S GARDEN - 中国料理ダイニング
  - ツイン21MIDタワー店 - 大阪市、2020年12月28日閉店

## TOB事件（東天紅事件）
2000年1月、発行済株式数の10.28%にあたる264万5000株を取得したとする個人株主が突然現れた。続いて、この株主から譲渡を受けたと称する男性が20.36%にあたる523万8000株を取得したと発表し、第2位の株主となった。2位の男性は、翌2月に東天紅を株式公開買付（TOB）すると発表したが、数日後に撤回。3月にはメキシコ人実業家がTOBを発表したが、書類の不備で公開買付届出書が大蔵省に受理されずTOBは無効となった。これら一連の発表や有名仕手筋の関与が報道されたことなどが市場の思惑を呼び、東天紅株の株価は乱高下した。
2000年11月に男性と他3名が、東京地検特捜部に証券取引法の大量保有報告書提出義務違反と風説の流布容疑で逮捕ののち12月に起訴された。被疑者のうち3名は2000年12月4日に東京簡易裁判所が罰金50万円を略式命令し、1名は2002年11月8日に東京地方裁判所が懲役2年執行猶予4年及び罰金600万円と判決した。のちにいずれの判決も確定した。判決は、資金調達の見込みがなかったにもかかわらずTOBを発表し、株価のつり上げを狙ったものとした。